# Jean-Noël Briend
Pour les articles homonymes, voir Briend.
Jean-Noël Briend né le 31 décembre 1969 à Rennes est un ténor français, à la carrière internationale mais aussi un pédagogue, vivant en Allemagne. Il est le créateur et le directeur de l'Internationale SommerAkademie am Rhein. Il est également professeur de chant lyrique au Conservatoire à rayonnement régional de Strasbourg et à son pôle supérieur la Haute École des arts du Rhin.

## Biographie

### Formation
Jean-Noël Briend commence à étudier le piano dès l’âge de six ans[réf. nécessaire]. Il entre au conservatoire de Saint-Nazaire en 1979 où il étudie le piano et le solfège[réf. nécessaire].
Il poursuit ses études à l’Université François Rabelais en musicologie et au Conservatoire National de Région de Tours en chant et en solfège[réf. nécessaire]. Il est le soliste de divers ensembles universitaires avec Patricia Petibon et fait ses débuts sur une scène d’opéra en tant que choriste auxiliaire au Grand Théâtre de Tours[réf. nécessaire].
Il intègre ensuite en 1996 le conservatoire de Saint-Maur-des-Fossés dans la classe de Mady Mesplé. Il y travaille aussi l’art lyrique auprès de Suzanne Sarroca et Jane Rhodes. Il se perfectionne auprès de Christian Tréguier puis de Christian Jean.
Il gagne plusieurs prix à des concours internationaux de chant (Voix Nouvelles, Marmande, Clermont-Ferrand, etc.)[réf. nécessaire].

### Chanteur
Il commence une carrière de soliste en baryton, tout en dirigeant le Chœur de la Trinité qu’il créé à Paris en 1996. Il aura fait plus de 120 représentations en opérette de 1997 à 2000. En septembre 2000, il change de tessiture et devient ténor,,.
En mai 2001, il chante le rôle d’Alfredo de La traviata.
De 2001 à 2005, plusieurs chefs de chœur lui font confiance[réf. nécessaire] pour assurer les parties de soliste, en particulier Stéphane Caillat ou bien Jean-Marie Puissant.
En 2006 il intègre la troupe du Deutsches National Theater Weimar où il interprète notamment les rôles de Tamino (La Flûte enchantée avec Eleonore Marguerre), Froh (L'Or du Rhin), Ismaele (Nabucco avec Catherine Foster et George Gagnidze). Il joue également Ferrando (Così fan tutte), Lurcanio (Ariodante), Rodolphe de Arras (Guillaume Tell), Don José (Carmen avec Nadine Weissmann). C’est le début d’une carrière internationale.
Il chante Don José à l’Opéra de Bonn en 2010, au Caire (Égypte) en 2010, à Doha (Qatar) en 2011.
En 2011, il chante le rôle de Narraboth (Salomé de Strauss) aux côtés de June Anderson. En 2012 il est Faust (La Damnation de Faust / Berlioz) au Staatsoper Stuttgart puis au Gasteig à Munich avec José van Dam, Béatrice Uria-Monzon et le Münchner Philharmoniker sous la direction de Stéphane Denève.
Il fait ses débuts au Théâtre royal de Madrid mais aussi à la philharmonie de Berlin avec cette œuvre en septembre 2012.
En 2013 il chante Azael dans la scène lyrique l’Enfant Prodigue de Debussy avec François Le Roux, Norah Amsallem et l’Orchestre philharmonique de Varsovie. Il a un vif succès avec le rôle de Colin dans l’Ecume des Jours de Denisov à l’Opéra de Stuttgart, toujours sous la direction de Sylvain Cambreling.
L’année 2014 est une étape marquante de sa carrière: il crée le rôle d’Ors dans l’opéra Colomba de Jean-Claude Petit à l’Opéra de Marseille et joue le rôle d’Hoffmann (Les Contes d'Hoffmann de Jacques Offenbach) dans une mise en scène de Christophe Marthaler au Teatro Real de Madrid.
En 2016, il crée le rôle de Walter Benjamin dans l'opéra Benjamin, dernière nuit de Michel Tabachnik, sur un livret de Régis Debray à l'Opéra de Lyon. Il chante Florestan dans Fidelio de Beethoven à l'Opéra de Lübeck.
En 2017, il est invité par le Yomiuri Nippon Symphony Orchestra et son chef Sylvain Cambreling ; il interpréte le rôle de Frère Elie dans Saint François d'Assise de Messiaen. Le CD sera nommé aux Grammy Awards[réf. nécessaire].
En 2018, nouvel enregistrement : Jeanne d'Arc au Bucher d'Honegger où il interprète le rôle difficile de Porcus, avec le Royal Concertgebouw Orchestra au Concertgebouw d'Amsterdam sous la direction de Stéphane Denève.
Il reprend cette œuvre en 2019 au théâtre de la Monnaie à Bruxelles sous la direction de Kazushi Ono et dans une mise en scène de Romeo Castellucci, comme en 2017 à l'Opéra National de Lyon. Il ajoute Bacchus (Ariadne auf Naxos) à son répertoire en 2018.

### Pédagogue / professeur de chant
Jean-Noël Briend crée en 2016 l'Internationale SommerAkademie am Rhein, académie d'été pour jeunes chanteurs et chefs de chant, encadrés par une équipe de renom dans son village en Allemagne, près de la frontière française, qui s'appelle Rheinbischofsheim.
En 2017, il rejoint l'équipe pédagogique de Conservatoire à rayonnement régional de Strasbourg et de la Haute École des arts du Rhin.
Il est invité pour des masterclasses, par exemple à la Musikhochschule de Mannheim et au Conservatoire à rayonnement régional de Paris[réf. nécessaire]. Il est titulaire d'un diplôme allemand de pédagogie et est membre de l'association allemande des professeurs de chant (Bundesverband Deutscher Pädagogen)[réf. nécessaire].

## Discographie
En 2010, Jean-Noël Briend enregistre son premier disque avec Sylvain Cambreling, les Catulli Carmina de Carl Orff ainsi que les Noces de Stravinsky.
En 2011 sort Jeanne d'Arc au bûcher, qu'il a enregistré avec Helmuth Rilling.
Il enregistre Moses und Aron de Schönberg, sous la direction de Sylvain Cambreling, avec Franz Grundheber, y incarnant le jeune Homme.
En 2018, nouvel enregistrement de Jeanne d'Arc au Bûcher d'Honegger, qui obtient en 2020 l'International Classical Music Awards (catégorie musique chorale).
- Wagner, Das Rheingold der Ring des Nibelungen – Mario Hoff (Wotan) ; Alexander Günther (Donner) ; Jean-Noël Briend (Froh) ; Erin Caves (Loge) ; Tomas Möwes (Alberich) ; Frieder Aurich (Mime) ; Renatus Mészár (Fasolt) ; Hidekazu Tsumaya (Fafner) ; Christine Hansmann (Fricka) ; Marietta Zumbült (Freia) ; Nadine Weissmann (Erda) ; Silona Michel (Woglinde) ; Susann Günther-Dissmeier (Wellgunde) ; Christiane Bassek (Flosshilde) ; Luise Grabolle, Marie-Louise Winde, Luisa Wöllner (Norns) ; Staatskapelle Weimar, dir. Carl St. Clair (2008, DVD Arthaus Musik) (OCLC 934521747 et 804369698)
- Orff, Catulli carmina – Stephanie Dasch et Fionnuala McCarthy, sopranos ; Fredrika Brillembourg, alto ; Radu Cojocariu, basse ; Klaus Steffes-Holländer, Christoph Grund, Florian Hoelscher, Julia Vogelsanger, piano ; Mannheimer Schlagwerk et Europe Choir Academy, dir. Sylvain Cambreling (1-3 juin 2010, Glor Classics) (OCLC 894993100)
- Honegger, Jeanne d'Arc au bûcher – Karen Wierzba, La Vierge. Letizia Scherrer, Marguérite ; Kismara Pessatti, Cathérine ; François le Roux, basse ; Knabenchor Collegium Iuvenum Stuttgart ; Friedmann Keck, Einstud ; Gächinger Kantorei Stuttgart ; Stefan Weiler, Einstud. Radio-Sinfonieorchester Stuttgart des SWR, dir. Helmuth Rilling (2-3 avril 2011, Hänssler) (OCLC 1184500287)
- Honegger, Jeanne d'Arc au bûcher – Adrien Gamba-Gontard (Narrateur), Christian Gonon (Narrateur), Jean-Claude Drouot (Narrateur), Judith Chemla (Narrateur), Christine Goerke, soprano ; Claire de Sevigne, soprano ; Judit Kutasi, mezzo et Steven Humes, basse ; Concertgebouw Amsterdam, dir. Stéphane Denève ; Brooks Riley, réalisateur (27-28 septembre 2018, RCO Live 19001) (OCLC 1119665407)